# Steve Montador
Steve Montador (21. prosince 1979, Vancouver – 15. února 2015, Mississauga) byl kanadský hokejový obránce. V NHL hrál celkem za šest klubů. Celkem odehrál v základní části NHL 571 zápasů, ve kterých vstřelil 33 gólů a zaznamenal 98 asistencí. Dalších 43 zápasů odehrál v play-off, kde vstřelil 3 góly a měl 8 asistencí.
V sezóně 2013–2014 odehrál 11 zápasů za tým KHL Medveščak Záhřeb.
V únoru 2015 byl nalezen mrtev ve svém domě ve městě Mississauga.